# Mullerthal
Mullerthal (en luxemburgués:Mëllerdall, en alemán: Müllertal) es un municipio dentro de Waldbillig, Luxemburgo. En 2016 tenía 62 habitantes.